# Joselito Vaca
José Carlos Vaca Velasco, detto Joselito (Santa Cruz de la Sierra, 12 agosto 1982), è un calciatore boliviano, centrocampista dell'Oriente Petrolero.

## Palmarès

### Club

#### Competizioni nazionali
- Campionato boliviano: 1

Blooming: Apertura 2005